# Dmytro Grabovskyj
Dmytro Grabovskyj, ukrainska: Дмитро Грабовський, född 30 september 1985 i Simferopol, Ukrainska SSR, Sovjetunionen, död 23 januari 2017, var en ukrainsk professionell tävlingscyklist. Sedan säsongen 2009 tävlade han för det ukrainsk-italienska stallet Team ISD. Han blev professionell med Quick Step inför säsongen 2007.

## Amatör

### 2002—2004
Under säsongen 2002 vann Dmytro Grabovskij, tillsammans med Vitalij Kondrut, Vadym Matsko, Andrij Buchko, Europamästerskapen i lagförföljelse. Ett år senare vann han Europamästerskapen i scratch på bana. I banvärldsmästerskapens juniorlopp i poänglopp tog Dmytro Grabovskyj bronsmedaljen bakom Miles Olman och Mickael Delage. Under året 2003 deltog han också i juniorvärldsmästerskapen på landsväg och han tog en silvermedalj i tempolopp bakom ryssen Michail Ignatjev. I juni lyckades han också vinna etapp 1 av Polska-Ukraina framför polackerna Tomasz Marczynski och Pawel Bentkowski. Under tävlingen slutade han trea på etapp 5 bakom Bentkowski och Andrij Grivko.
Det blev en guldmedalj i U23-världsmästerskapens lagförföljelselopp under säsongen 2004 tillsammans med Volodymyr Djudja, Maksam Polysjtjuk och Vitalij Popkov.

### 2005–2006
Under säsongen 2005 vann han madison tillsammans med Volodymyr Rybin i världscupen i Sydney. Han slutade trea på etapp 1 och 4 av GP Sochi. I maj vann han etapp 5 av Five rings of Moscow framför Aleksandr Chatuntsev och Aleksej Sjmidt. Europamästerskapen 2005 gick av stapel i Moskva och Dmytro Grabovskyj blev guldmedaljör i tempolopp framför Dominique Cornu och Janez Brajkovic. U23-Europamästerskapen på bana hölls i Fiorenzuola och det blev en silvermedalj i lagförföljelse, tillsammans med Volodymyr Djudja, Maksam Polysjtjuk och Vitalij Popkov bakom Ryssland, vars lag bestod av Chatuntsev, Sergej Kolesnikov, Ivan Kovalev och Valerij Valynin. Dmytro Grabovskyj vann juniorvärldsmästerskapens linjelopp, i Madrid 2005 framför William Walker och Jevgenij Popov. Samma år tog han silvermedaljen i juniorvärldsmästerskapens tempolopp bakom Michail Ignatjev.
Dmytro Grabovskijs sista år som amatörcyklist var, liksom säsongen 2005, framgångsrik. Han vann tre etapper på U23-loppet Giro delle Regione och vann sedan tävlingen sammanlagt framför Maksim Belkov och Jelle Vanendert. Han vann Firenze-Modena, Castello Brianza men också de europeiska mästerskapen i tempolopp, en tävling som han vann framför Jérôme Coppel och Dominique Cornu. I nationsmästerskapens U23-tempolopp tog han silvermedalj, men under säsongen visade han också sin talang i Baby Giro när han vann etapp 2 av tävlingen framför landsmannen Volodymyr Zagorodnij och italienaren Davide Bonucelli. Under tävlingen slutade han tvåa på etapp 1 och 3, innan han slutade på tredje plats i tävlingens slutställning bakom segraren Dario Cataldo.
Under säsongerna 2005 och 2006 tävlade han för Quick Steps satellitstall Team Finauto–Quickstep.

## Professionell
Inför säsongen 2007 blev han kontrakterad av det belgiska UCI ProTour-stallet Quick Step. Han hade dock problem med sitt visum inför säsongen och fick stanna hemma i Ukraina längre tid än vad som varit förväntat. Under året slutade han trea på nationsmästerskapens tempolopp för elitcyklister, men han tog också en tredje plats på etapp 3 av Tour de L'Ain/Prix de l'Amitié bakom Brian Vandborg och Frédéric Bessy.
Säsongen 2008 var prispallslös och när säsongen var slut valde Quick Step att inte fortsätta anställa den unga ukrainaren och i stället fortsatte han sin karriär i det ukrainsk-italienska stallet Team ISD. Dmytro Grabovskyj har haft problem med sin vikt under större delen av sin cykelkarriär då han har ätit mycket och tränat dåligt.
Grabovskyj slutade femma på etapp 18 av Giro d'Italia 2009 bakom Michele Scarponi, Félix Cárdenas, Danny Pate och Lars Bak. På de ukrainska nationsmästerskapens tempolopp slutade Dmytro Grabovskyj tvåa bakom Andrij Grivko.

## Privatliv
Dmytro Grabovskyjs far är en tidigare europeiskmästare inom bancykling. 

## Stall
- Quick Step 2007–2008
- ISD 2009–